# Македонски авио-транспорт
Македонски авиотранспорт (МАТ) (мкд. Македонски Авиотранспорт (МАТ)) је била национална и највећа авио-компанија у Северној Македонији са седиштем у Скопљу. Бивши хаб авио-компаније се налазио на аеродрому Скопље и обављала је неколико летова са аеродрома Охрид. Од априла месеца 2009. МАТ не саобраћа са својим авионима. Дана 1. септембра 2009. године, Македонски Директорат цивилног ваздухопловства је избрисала задњи регистровани МАТ-ов авион, Боинг 737-500, из регистра авиона те земље.

## Историја
МАТ је основан 16. јануара 1994. године. После 6 месеци, тачније 23. јуна 1994. године, авио-компанија је обавила свој први лет на релацији Скопље–Цирих авионом Боинг 737-200. До 2000. године, ЈАТ, који је до тада био национална авио-компанија СР Југославије (касније је променио име у Јат ервејз и постао национална авио-компанија Србије) је одржавао авионе, планирао дестинације и изнамиљивао МАТ-у два авиона типа Боинг 737-300 са пилотима и посадом. ЈАТ је после продао део акција МАТ-a. У 2005. години везе између МАТ-a и ЈАТ-a су прекинуте када је ЈАТ преузео један од изнајмљених авиона који се затекао на тадашњем аеродрому Београд, а разлог је био, како је речено, тај што је МАТ дуговао ЈАТ-у неколико милиона америчких долара. МАТ је после вратио и другу изнајмљену летелицу.
Губитком авиона у лето 2005. године, МАТ је изнајмио авионе од авио-компанија са седиштима на Балкану. У априлу 2006. године купили су свој први авион.
Године 2000. Влада Македоније потписала је уговор са МАТ-ом који је МАТ-у дао статус националног авио-превозника за следећих 10 година.
Током 2009. године, МАТ је дао отказ уговора о раду чак 70 од 180 запослених у компанији у покушају да уштеди.
Преговорима у Скопљу, са српском авио-компанијом Јат ервејз о стратешком партнерству и уласку Јат ервејза у власнички удео МАТ су почели дана 20. марта 2009. године. Осим договорене комерцијалне сарадње на највишем нивоу, разматрана је и могућност техничког одржавања МАТ-ових авиона у Јат Техници. Истовремено су комисије сачињене од експерата две авио-компаније израдили предлог о проценту власничког удела Јата у МАТ. Основ за договор две стране су пронашле у реалном дуговању МАТ-а према Јату у вредности од 10 милиона долара. На овај начин Јат постаје акционар македонског партнера.

## Редовне линије
Некада је МАТ саобраћала до следећих дестинације:
- Аустрија
  - Беч (Аеродром Беч)
- Италија
  - Рим (Аеродром Леонардо да Винчи)
- Немачка
  - Берлин (Аеродром Шонефелд)
  - Диселдорф (Аеродром Диселдорф)
  - Хамбург (Аеродром Хамбург)
- Северна Македонија
  - Охрид (Аеродром Охрид)
  - Скопље (Аеродром Скопље)
- Турска
  - Истанбул (Аеродром Ататурк)
- Србија
  - Београд (Аеродром Никола Тесла Београд)
- Француска
  - Париз (Аеродром Шарл де Гол)
- Холандија
  - Амстердам (Аеродром Схипхол)
- Швајцарска
  - Цирих (Аеродром Цирих)

## Флота
Крајем августа 2009. године, флота МАТ-а се састојала од следећих авиона:
| Тип                | Укупно | Седишта | Белешке |
| ------------------ | ------ | ------- | ------- |
| Бомбардије КРЏ-900 | 1      | 86      | Z3-AAG  |
| Боинг 737-500      | 1      | 126     | Z3-AAH  |

### Раније управљени авиони
Македонски Авио-транспорт је некада саобраћала своје летове са следећим авионима:
- Боинг 737-200
- Боинг 737-300
- Боинг 737-400
- Боинг 737-500
- Јакољев Јак-42
- Макдонел Даглас DC-9
- Макдонел Даглас ДЦ 10-30